# Yunnanilus nanpanjiangensis
Yunnanilus nanpanjiangensis är en fiskart som beskrevs av Li, Mao och Lu, 1994. Yunnanilus nanpanjiangensis ingår i släktet Yunnanilus och familjen grönlingsfiskar. Inga underarter finns listade i Catalogue of Life.